# Francesco Maria Borzone

La chasse au cerfs, gravure (1771/72) de Louis Germain après une peinture de Francesco Maria Borzone

Francesco Maria Borzone dit Bourzon, parfois appelé Mario Francesco Borzoni ou Francesco Borzoni (né en 1625 à Gênes, en Ligurie et mort dans la même ville en 1679) est un peintre italien baroque de l'école génoise au XVIIe siècle.

## Biographie
Fils du peintre génois Luciano Borzone (1590 - 1645), Francesco Maria Borzone est connu pour ses copies des tableaux des grands maîtres. Les imitations de Borzone se reconnaissent à leur couleur plus tendre et plus légère que celle du maître, dont la touche est moins maniérée et plus précise.
Il excella dans la peinture de paysages et les scènes marines dans le style de Poussin et du Lorrain et fut employé à la cour de Louis XIV.
Il est le frère de Giovanni Battista Borzone et Carlo (les deux sont morts de la peste en 1657), également peintres.
Il est venu jeune en France. Il y a peut-être appelé par Romanelli qui décorait le palais du Louvre. Il a été naturalisé français en 1659. Il est déjà qualifié de peintre du roi en 1660, ce qui suppose qu'il a travaillé pour les bâtiments du roi.
Il est reçu membre de l'Académie royale de peinture et de sculpture le 28 avril 1663.
Il est mort à Gênes d'une maladie pendant une mission que le roi lui avait confiée.
Il s'est marié à Catherine Houdin - ce qui fait de lui le beau-frère de Antoine-Léonor Houdin et un proche de François Bignon - dont il a plusieurs enfants :
- Clémence-Geneviève, baptisée à l'église Saint-Eustache le 13 novembre 1660,
- François, baptisé le 28 janvier 1664,
- Adelaida Felicia ou Adélaïde Félix, née le 25 janvier, baptisée 7 février 1667,
- Denis, baptisé le 13 avril 1668,
- François Marie, en 1672,
- Lucien, en 1673,
- Jean-Baptiste, baptisé le 25 février 1675.

## Œuvres
- Tempête en mer,
- Marine, Paysage et Bataille navale, département arts graphiques du musée du Louvre, Paris.